# إرهاق طبي
يصنف الإرهاق الطبي على أنه متلازمة نفسية يمكن التعبير عنها كاستجابة طويلة الأمد للضغوط المهنية المزمنة. فمن المعروف أن ممارسة الطب تؤثر على مجموعة واسعة من الأفراد من طلاب الطب إلى الأطباء الممارسين؛ و على الرغم من ذلك فأن تأثيرها يتجاوز ذلك بكثير وذلك بسبب الخسائر التي لحقت بمجال الرعاية الصحية. وبناء على هذا فقد تم تطوير استراتيجيات مختلفة للعلاج والوقاية على المستوى الفردي والجماعي والتنظيمي على أمل البحث عن أفضل طريقة لمواجهة هذه الحالة المتفشية في الاوساط الطبية.

## الصفات المميزة

### الانتشار
تشيرالأبحاث إلى أن الإرهاق المهني بين الأطباء يتجاوز 50٪ في الولايات المتحدة. ولا يقتصر هذا على الأطباء الذين يمارسون الطب حاليًا فحسب، بل يشير أيضًا إلى الأطباء المتدربين.  وحتى أن علامات الإرهاق تم إرجاعها لطلاب الطب الذين عانوا الفصل بين ما تم تدريسه من السلوكيات المهنية وبين ما اختبروه على أرض الواقع.
«تُظهر بياناتنا تباينًا كبيرًا في انتشار الإرهاق حسب التخصص السريري، وأن القلق وقلة الدعم الاجتماعي والتعاطف أثناء الدراسة في كلية الطب ترتبط بخطر الإرهاق أثناء ممارسة الطب»، كما تقول ليزلوت ديربي، دكتوراه في الطب.

### الأعراض
تمت الإشارة إلى الإرهاق الطبي على أنه تجمع من المشاعر والأفكار التي تتضمن نظرة متشائمة للذات وللعالم وتبدد الفردانية الشخصية وانخفاض الشعور بالإنجاز والتقدم. تضمنت الأعراض الأخرى الشعور بالإنهاك العاطفي وانعدام الكفاءة والانفصال عن المحيط.  يُعتقد أن هذا يرجع إلى خلل في التوازن، سواء كان ذلك فيما يتعلق بعبء العمل والقيم الشخصية والحوافز والعدالة والشعور بالانتماء للمجتمع.  بالإضافة إلى أنه من المعروف أن عوامل مثل ضغط الوقت وبيئات العمل الفوضوية وعدم التوافق بين الأطباء والمديرين التنفيذيين تؤدي إلى تفاقم هذا العبء. يمكن أن تتسبب هذه العناصر في إصابة الأطباء بالإحباط والارتباك. علاوة على ذلك، تم استكشاف العلاقة بين الافتقار إلى القدرة على السيطرة على مجريات الأحداث داخل بيئة العمل وبين الإرهاق وتظهر هذه العلاقة أن الشعور المتزايد بفقدان السيطرة قد ارتبط بخطر أكبر للتأثر بالإرهاق.

### الأسباب
- تغيير المشهد العام للرعاية الصحية.[6]
- زيادة الضغوطات من قبل المنظمين والداعمين.[7]
- التغيير الشامل في البيئة التكنولوجية ونتائج الثورة الصناعية الرابعة.[8]
- السجلات الصحية الإلكترونية وما يتعلق بها من جهد إدخال البيانات المفصلة.[9][10]

### المراحل
تم تحليل الإرهاق باستخدام نماذج مفاهيمية مختلفة. فحصت إحدى الإستراتيجيات الإرهاق كنتيجة لثلاث مراحل. تتكون المرحلة الأولى من الإرهاق في العمل الذي يتطور إلى انفصال عن المحيط ومشاعر سلبية أثناء العمل والتي تبدأ لاحقًا في التأثير على المرضى وزملاء العمل في المرحلة الثانية.  أخيرًا، تتكون المرحلة الثالثة من الشعور بالنقص والفشل. ومع ذلك، سعى نهج أحدث إلى اختيار ثلاث مجاميع كانت بمثابة جسر بين المراحل المذكورة.  تجمع المجموعة الأولى معًا جميع ضغوطات العمل مثل الاختلالات التي تسببها متطلبات العمل بينما تناولت المجموعة الثانية الضغوط الفردية التي تتمثل بالقلق والإرهاق. أخيرا، وصفت الثالثة التغيرات في الحالة المزاجية والسلوك على أنها تكيف دفاعي يمكن أن يرتبط ارتباطًا وثيقًا بالشعور بدنو النفس.

## الفئات المتأثرة

### الأطباء
يتحدث مفهوم يُعرف باسم المكافآت غير المتكافئة عن كيف ان نادرًا ما يتم الإشادة بالأطباء لما يقومون به بشكل جيد، وعلى النقيض فإن هنالك الكثير من الاهتمام الذي يحيط بدعاوى سوء الممارسة الطبية التي تقف على اهبة الاستعداد للاستفادة من أخطاء الطبيب.  بالإضافة إلى ذلك، أصبح الأطباء أقل تعاطفا تجاه المرضى مما أدى إلى تحول المنظور نحو رعاية المرضى على أنها واجب روتيني أكثر من كونها رغبة في علاج المرضى وشفائهم. ومع ذلك، فإن آثار الإرهاق تمتد إلى ما بعد الأطباء أنفسهم لتؤثر في النهاية على أي شخص على اتصال بهم.

### الأطباء المقيمين
إرهاق الأطباء يظهر بأنه في أعلى معدلاته بين الأطباء المقيمين فنظرًا للعدد الكبير من ساعات العمل فإنهم غالبًا ما يكونون أكثر عرضة للإرهاق، بالإضافة إلى إنهم لا يزالون في طور تعلم المعرفة السريرية وما يصحب ذلك من أحداث مجهدة، مثل وفاة مريض أو رعاية مريض في حالة حرجة أو الاخطاء الطبية أو الإساءات اللفظية من المرضى وعائلاتهم.

### طلاب الطب
تم تقدير عدد الطلاب الذين بلغوا عن حالات من الإرهاق بما يقارب 43-45%، وقد تم ملاحظة أن الإرهاق الطبي الذي يعاني منه الأطباء يرجع إلى سنوات الدراسة في كلية الطب.

## العلاج والوقاية

### النهج الفردي
تركز استراتيجيات العلاج أولاً على مخاطبة الفرد.  تراوحت الأساليب الموجهة نحو الطبيب من الأساليب السلوكية المعرفية (CBT) مثل استراتيجيات التأمل والتأقلم إلى التدريب المهني الذي يهدف إلى تعزيز المرونة الفردية.
وعلى الجانب الآخر، يشيد الدكتور كيلي بتحويل نظرة الأطباء لعلاج المرضى على أنها مجرد واجبات يومية أو مجرد مصدر للربح المادي إلى فرصة للعلاج والمساعدة بما في ذلك من تأثير عكسي على مشكلة الإرهاق الطبي.

### النهج التنظيمي
نظرًا لحقيقة أن الإرهاق الطبي يمكن أن يؤثر على الجودة الشاملة للرعاية، تحاول العديد من الهيئات التنظيمية أيضًا تقليل التأثير السلبي للإرهاق من خلال وضع لوائح لمواجهة مسبباته المحددة مثل الوثائق الطبية غير الضرورية.  بدأت مراكز الرعاية الطبية والخدمات الطبية مبادرة «المريض فوق العمل الورقي» لتقليل عبء التوثيق غير الضروري على الأطباء.

### نهج المنظمات
تشير بعض الأبحاث إلى أن الجمع بين النهج الفردية والجماعية والتنظيمية هو الطريقة الوحيدة لمعالجة جميع مستويات الإرهاق ووضع حد لهذا الوباء بنجاح. يتطلب نظام الرعاية الصحية بأكمله تغييرًا تحوليًا  وقد أظهرت الأساليب التنظيمية الكثير من الأمل كخيارات علاج ناجحة من خلال تقليل أعباء العمل وتوزيع جداول زمنية أكثر مرونة بين الموظفين. يمكن لهذا التحول في إعادة تنظيم الأهداف بين الأطباء والمديرين التنفيذيين أن يساهم أيضًا في تقليل مخاطر الإرهاق الطبي.